# جولييان روداس
جولييان روداس (بالإسبانية: Julián Rodas)‏ هو دراج كولومبي، ولد في 2 يناير 1982 في بيريرا في كولومبيا.

## وصلات خارجية
- جولييان روداس على موقع الاتحاد الدولي للدراجات (الإنجليزية)
- جولييان روداس على موقع أرشيف الدراجات (الإنجليزية)
- جولييان روداس على موقع إحصائيات الدراجات الإحترافية (الإنجليزية)
- جولييان روداس على موقع نسبة الدراجات (الإنجليزية)